# Can We Go Back
「Can We Go Back」（キャン ウィー ゴー バック）は、2010年1月20日発売の日本の歌手・倖田來未の46作目のシングル。発売元はrhythm zone。原曲はアメリカ合衆国の歌手ケリー・クラークソンの楽曲であり、2009年発表のアルバム『All I Ever Wanted』にボーナストラックとして収録されている。同曲のデモを聴いた後に、倖田自身もレコーディングを行った。

## 解説
前作「Alive/Physical thing」以来、約4ヶ月半ぶりのシングルであり、8thアルバム『UNIVERSE』からの先行発売シングル。「CDのみ」「CD＋DVD」の2形態で発売、ジャケットもそれぞれ異なっている。
元hide with Spread BeaverのCHIROLYN、そうる透、元GERARD、VIENNA、現GACKTのバックバンド・GACKT-JOBバンドマスターChachamaruが楽曲に参加している。

## 収録曲

### CD
1. Can We Go Back [3:25]
作詞・作曲：Kumi Koda、Adam Watts、Andy Dodd、Shanna Crooks
2. Good☆day [3:07]
作詞：Kumi Koda
作曲・編曲：Yuta Nakano
3. Can We Go Back (INSTRUMENTAL) [3:23]
4. Good☆day (INSTRUMENTAL) [3:02]

### DVD
1. Can We Go Back (MUSIC VIDEO)
2. Can We Go Back (MAIKING VIDEO)

## タイアップ
- 東宝東和配給映画『ダレン・シャン -若きバンパイアと奇怪なサーカス-』日本語吹き替え版イメージソング (#1)
- music.jp TV-CFソング (#1)
- そごう・西武「冬市」CMソング (#2)

## 収録アルバム
- Can We Go Back
  - 『UNIVERSE』
  - 『BEST 〜2000-2020〜』(ファンクラブ限定盤)

## 収録ライブ映像
- Can We Go Back
  - 『KODA KUMI LIVE TOUR 2010 〜UNIVERSE〜』
  - 『Dream music park』(Dejavu)
  - 『Koda Kumi Fanclub Live Tour ～Let's Party Vol.2～』(メドレー)
    - (Bon Voyage、ファンクラブ限定盤)

  - 『Koda Kumi 15th Anniversary First Class 2nd LIMITED LIVE at STUDIO COAST』(WALK OF MY LIFE、ファンクラブ限定盤)
  - 『KODA KUMI LIVE TOUR 2016 〜Best Single Collection〜』
  - 『KODA KUMI Love & Songs 2022』
- Good☆day
  - 『KODA KUMI LIVE TOUR 2010 〜UNIVERSE〜』
  - 『Koda Kumi Fanclub Live Tour ～Let's Party Vol.2～』(Bon Voyage、ファンクラブ限定盤)